# AMSAT-OSCAR 7
AMSAT-OSCAR 7, o AO-7, è il secondo satellite radioamatoriale costruito dalla Radio Amateur Satellite Corporation o AMSAT.

## Storia
Il satellite fu immesso nell'orbita terrestre bassa il 15 novembre 1974 e rimase operativo fino ad un guasto alla batteria nel 1981. Poi, dopo 21 anni di apparente silenzio, il satellite ha ripreso le trasmissioni il 21 giugno 2002, 27 anni dopo l'immissione in orbita. A quel tempo si apprese come il satellite era rimasto in funzione a intermittenza, utilizzato di nascosto per le comunicazioni dall'opposizione anticomunista Fighting Solidarity durante la legge marziale in Polonia.
AO-7 è il più antico satellite amatoriale ancora in uso ed è uno dei più antichi satelliti per comunicazioni operative. Trasporta due transponder per radioamatori. Il suo transponder "Mode A" ha un uplink sulla banda dei 2 metri e un downlink sulla banda dei 10 metri. Il transponder "Mode B" ha un uplink sulla banda dei 70 centimetri e un downlink sulla banda dei 2 metri. Il satellite trasporta anche quattro radiofari (beacon) progettati per funzionare nelle bande di 10 metri, 2 metri, 70 centimetri e 13 centimetri. Il faro da 13 cm non è mai stato attivato a causa di una modifica dei trattati internazionali.
AMSAT ha riferito che AO-7 era ancora operativo il 25 giugno 2015, con la sola alimentazione dei suoi pannelli solari; il rapporto affermava che la causa dell'interruzione di 21 anni era un cortocircuito nella batteria e il ripristino del servizio era dovuto al suo essere diventato un circuito aperto. Il satellite eclissa su ogni orbita durante l'estate e l'autunno settentrionali; il resto dell'anno è esposto alla luce solare continua e alterna le modalità di trasmissione A e B. Tutti i transponder e i lampeggianti sono operativi.

### Uso da parte dell'opposizione anticomunista polacca
Nell'estate del 1982 la Fighting Solidarity di Wrocław apprese che l'AO-7 diventava periodicamente funzionante, quando i suoi pannelli solari ricevevano abbastanza luce solare per alimentare il satellite. È stato quindi utilizzato per comunicare con gli attivisti di Solidarnosc in altre città polacche e per inviare messaggi all'Occidente. Le comunicazioni satellitari erano inestimabili a quel tempo, poiché la normale rete telefonica fu intercettata dal governo e chiusa quando fu imposta la legge marziale nel dicembre 1981. Le radioamatori non erano molto utili in quanto erano facili da rintracciare. D'altra parte, un collegamento satellitare richiedeva antenne altamente direzionali che erano impossibili da tracciare dal regime. Nel 2002 Pat Gowen (G3IOR), ispirato dalla storia di Fighting Solidarity, ha tentato di comunicare con AO-7 e ne ha confermato l'operatività.

## Costruzione
AO-7 è stato il secondo satellite di Fase 2 (Fase II-B). Al momento del lancio, il satellite aveva una massa di 28,6 kg ed è stato immesso in un'orbita di 1.444×1.459 km. Ha la forma di un prisma ottagonale  di 360 mm di altezza e di 424 mm di diametro. Ha un sistema di antenne VHF/UHF a tornello inclinato polarizzato circolarmente e un dipolo HF. Quattro antenne radio montate a intervalli di 90 gradi sulla base del satellite e due sistemi di ripetitori sperimentali fornivano la funzione store-and-forward per i messaggi in codice Morse e telescriventi ("codestore") mentre orbitava intorno alla Terra. Il transponder Mode-B è stato progettato e costruito da Karl Meinzer e da Werner Haas. Il transponder Mode-B è stato il primo a utilizzare la tecnologia "HELAPS" (High Efficient Linear Amplification by Parametric Synthesis) sviluppata dal Dr. Karl Meinzer come parte del suo dottorato di ricerca. AO-7 ha decodificatori di comando ridondanti di un design simile all'unità che si è rivelata di grande successo in AMSAT-OSCAR 6. Il decoder prevede 35 funzioni separate ed è progettato per fornire un mezzo affidabile per controllare le emissioni dei ripetitori, dei fari e di altri esperimenti a bordo del veicolo spaziale.

## Primati
AO-7 ha dimostrato diversi utilizzi di nuove tecnologie e procedure.
- Primo relè satellite-satellite, tramite AO-6.[5]
- Le prime dimostrazioni di trasmissione di dati medici a basso budget e localizzazione Doppler di trasmettitori di terra per operazioni di ricerca e salvataggio sono state effettuate utilizzando questo satellite.
- Il transponder Mode-B è stato il primo a utilizzare la tecnologia "HELAPS" (High Efficient Linear Amplification by Parametric Synthesis) sviluppata dal Dr. Karl Meinzer come parte del suo dottorato di ricerca.
- Il primo a pilotare un regolatore di carica della batteria.

## Questioni legali

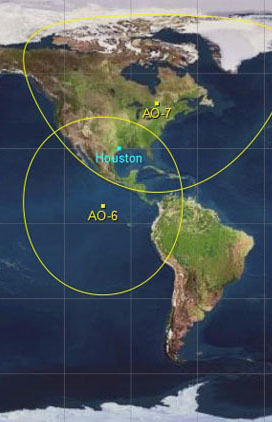
Costellazione che consente la comunicazione intersatellitare dagli Stati Uniti con AMSAT-OSCAR 6 e AMSAT-OSCAR 7

La frequenza di uplink precede l'assegnazione WARC del 1979 di 435-438 MHz dall'ITU per il servizio satellitare amatoriale, che colloca l'uplink nel segmento del segnale debole di 70 cm. Inoltre, il piano di banda IARU ha 432.1 MHz di intervallo (utilizzato per il collegamento in modalità B) contrassegnato per "segnale debole" in tutte e tre le regioni. L'accesso all'uplink Mode B è consentito negli Stati Uniti con un'esenzione dalla FCC.

## Stato attuale
A maggio 2022, i contatti with AO-7 sono confermati giornalmente.